# 脈指形軟珊瑚
脈指形軟珊瑚（学名：Sinularia gibberosa）为軟珊瑚科指形軟珊瑚屬下的一个种。